# Cirilo Saucedo
Cirilo Saucedo Nájera (Torreón, Coahuila; 5 de enero de 1982) es un exfutbolista y entrenador mexicano; se desempeñaba como portera  
Actualmente es director técnico de Dorados de Sinaloa en la Liga Expansión MX.

## Trayectoria

### Futbolista

#### Club León
Debutó con el Club León en la Primera División 'A' el 12 de enero de 2003, enfrentando a Jaguares de Tapachula en el Estadio Olímpico de Tapachula, en partido correspondiente a la Jornada 1 del Verano 2003; León ganó 1-3.
Con el conjunto Esmeralda obtuvo dos títulos de la División de Plata (Verano 2003 y Clausura 2004), pero perdió la posibilidad de ascender al Máximo Circuito en dos ocasiones, primero al caer ante los Freseros del Irapuato (Final de Ascenso 2002-03) y después contra Dorados de Sinaloa (Final de Ascenso 2003-04).  

#### Dorados de Sinaloa
De cara a la Temporada 2004-2005 fue fichado por Dorados de Sinaloa. Al igual que el Gran Pez, Saucedo se presentó por primera ocasión en la Primera División de México el 14 de agosto de 2004 en el Estadio Azteca, enfrentando al Club América; el conjunto capitalino venció 3-2 a Dorados.
Al concluir el Clausura 2006, Dorados perdió la categoría.
Durante dos Temporadas, Saucedo jugó en 67 ocasiones y recibió 106 goles.

#### Veracruz
Llegó a los Tiburones Rojos de Veracruz en el Apertura 2006.

#### Tigres
En diciembre de 2006 se incorporó a los Tigres de la UANL.

#### Indios de Cd. Juárez
Fue cedido a Club de Fútbol Indios, durante la Temporada 2008-2009.
En el Clausura 2009, Indios logró la permanencia en el Máximo Circuito y accedió a la liguilla; los Tuzos del Pachuca eliminaron a Indios en semifinales.

#### Tigres (Segunda etapa)
En vísperas del Apertura 2009, retornó a los Tigres de la UANL.

#### Club Tijuana
Tras ascender, los Xoloitzcuintles de Tijuana reforzaron el arco con Cirilo Saucedo y Humberto Martínez.
Obtuvo el título del Apertura 2012, el primero en la historia del club en Primera División, después de derrotar por marcador global de 4-1 a los Diablos Rojos del Toluca. 
Tras conseguir el título, el club accedió a la Copa Libertadores 2013; su paso por el certamen sudamericano finalizó en cuartos de final, luego de ser eliminado por Atlético Mineiro (3-3 en global, pero el cuadro brasileño avanzó por gol de visitante).

#### Morelia
Llegó a Morelia en el Apertura 2015, en una operación que involucró al arquero argentino Federico Vilar.

#### Bravos
Su última Temporada (2016-2017) como profesional la vivió con los Bravos de Juárez en la Liga de Ascenso de México. 

### Entrenador
Del 1 de julio de 2021 al 30 de junio de 2022, dirigió al cuadro Sub-18 de Club Tijuana. 
Del 1 de julio de 2022 al 30 de junio de 2023, dirigió al cuadro Sub-20 de Tijuana.
Del 1 de julio de 2023 al 30 de junio de 2024, dirigió al cuadro Sub-23 de Tijuana.
El 6 de febrero de 2023, se anunció que ejercería el cargo de entrenador interino de los Xoloitzcuintles, tras la destitución de Ricardo Valiño. Dirigió en la Jornada 6 del Clausura 2023, en el triunfo de los Xolos 1-0 ante Atlético de San Luis, en el Estadio Caliente. Luego del nombramiento del "Piojo" Miguel Herrera, como entrenador de Tijuana, Saucedo se reincorporó a su trabajo con el cuadro Sub-20.  
En mayo de 2024, la directiva de Club Tijuana anunció que Juan Carlos Osorio, sería el nuevo timonel de la institución de cara al Apertura 2024; también se informó que el cuerpo técnico de Osorio estaría integrado por Francisco Londoño, John Arango, Cirilo Saucedo y Óscar Dautt (entrenador de porteros). 

## Clubes

### Futbolista
| Club                  | País   | Año           |
| --------------------- | ------ | ------------- |
| Club León             | México | 1999-2004     |
| Dorados de Sinaloa    | México | 2004-2006     |
| Veracruz              | México | Apertura 2006 |
| Tigres                | México | 2007-2008     |
| Club de Fútbol Indios | México | 2008-2009     |
| Tigres                | México | 2009-2011     |
| Club Tijuana          | México | 2011-2015     |
| Morelia               | México | 2015-2016     |
| Fútbol Club Juárez    | México | 2016-2017     |

#### Partidos y goles recibidos
| Competencia                              | Partidos | Goles recibidos |
| ---------------------------------------- | -------- | --------------- |
| Primera División de México               | 358      | 468             |
| Liga de Ascenso de México                | 56       | 67              |
| Copa Libertadores 2013                   | 9        | 8               |
| Copa México                              | 7        | 9               |
| Liga de Campeones de la Concacaf 2013-14 | 7        | 7               |
| InterLiga                                | 5        | 10              |
| SuperLiga                                | 2        | 3               |
| Total                                    | 444      | 572             |

### Entrenador
| Club Tijuana Interino | México | Clausura 2023 | Dorados de Sinaloa | México | 2025-Act |

## Selección nacional de México

### Sub-17
Acudió a la Copa Mundial de Fútbol Sub-17 de 1999 en Nueva Zelanda.
| Certamen       | Sede          | Resultado      | PJ | Minutos |
| -------------- | ------------- | -------------- | -- | ------- |
| Mundial Sub-17 | Nueva Zelanda | 4tos. de final | 0  | 0       |

### Sub-23
Integró el plantel que obtuvo la medalla de bronce en los Juegos Panamericanos de Santo Domingo 2003 y que conquistó el Preolímpico de Concacaf de 2004 en el Estadio Jalisco y obtuvo el boleto a Juegos Olímpicos de Atenas 2004, pero no fue considerado por el entrenador Ricardo La Volpe para acudir a Atenas.

### Absoluta
En enero de 2013, el "Chepo" José Manuel de la Torre, entrenador del Tricolor, convocó a Saucedo para el encuentro amistoso ante Dinamarca y para el partido de eliminatoria rumbo a la Copa Mundial de Fútbol de 2014, contra Jamaica.
Debutó el 30 de enero de 2013, al ingresar por José de Jesús Corona; tuvo una buena actuación, aunque el cuadro danés le anotó gol de penal. 
Después de dos años de ausencia, en abril de 2015 regresó al Tricolor, siendo citado por el "Piojo" Miguel Herrera. Jugó 90 minutos en la derrota por 2-0 ante Estados Unidos en Texas. 
|                    | PJ | Minutos | Goles recibidos | Periodo   |
| ------------------ | -- | ------- | --------------- | --------- |
| Selección mexicana | 2  | 135     | 3               | 2013-2015 |

| Fecha               | Rival          | Estadio                      | Resultado | Competencia |
| ------------------- | -------------- | ---------------------------- | --------- | ----------- |
| 30 de enero de 2013 | Dinamarca      | State Farm Stadium, Glendale | 1-1       | Amistoso    |
| 16 de abril de 2015 | Estados Unidos | Alamodome, San Antonio       | 2-0       | Amistoso    |

## Palmarés

### Futbolista
Campeonatos nacionales
| Categoría                  | Título        | Club         | País   |
| -------------------------- | ------------- | ------------ | ------ |
| Primera División 'A'       | Verano 2003   | Club León    | México |
| Primera División 'A'       | Clausura 2004 | Club León    | México |
| Primera División de México | Apertura 2012 | Club Tijuana | México |

Campeonato internacional
| Título                          | Club                      | Sede   | Año  |
| ------------------------------- | ------------------------- | ------ | ---- |
| Preolímpico de Concacaf de 2004 | Selección Mexicana Sub-23 | México | 2004 |

Otro campeonato
| Título                   | Club              | Sede           | Año  |
| ------------------------ | ----------------- | -------------- | ---- |
| SuperLiga Norteamericana | Tigres de la UANL | Estados Unidos | 2009 |

Otro
| Puesto | Competencia               | Club                      | Sede                 |
| ------ | ------------------------- | ------------------------- | -------------------- |
| 3ro.   | Juegos Panamericanos 2003 | Selección Mexicana Sub-23 | República Dominicana |